# Pedro II (ort)
Pedro II är en ort i Brasilien.   Den ligger i kommunen Pedro II och delstaten Piauí, i den östra delen av landet, 1 400 km nordost om huvudstaden Brasília. Pedro II ligger 608 meter över havet och antalet invånare är 22 038.
Terrängen runt Pedro II är kuperad norrut, men söderut är den platt. Det finns inga andra samhällen i närheten.
Omgivningarna runt Pedro II är huvudsakligen savann. Runt Pedro II är det ganska glesbefolkat, med 23 invånare per kvadratkilometer.